# Patricia Barber

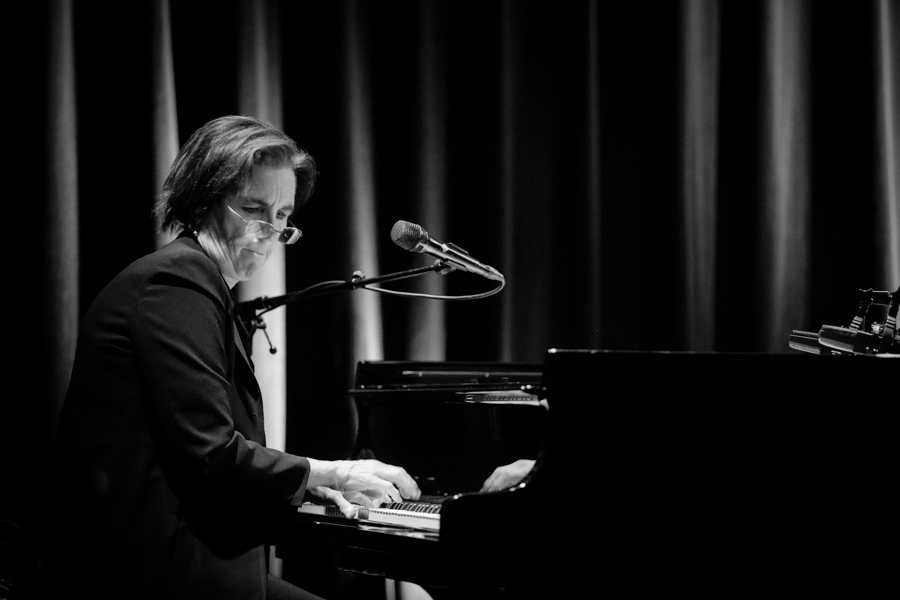
Patricia Barber (2017)

Patricia L. Barber (*  8. November 1955 in Chicago, Illinois) ist eine US-amerikanische Jazzsängerin, Pianistin, Komponistin, Songwriterin und Bandleaderin.

## Leben und Karriere
Barbers Eltern waren beide Berufsmusiker; ihr Vater ist Floyd „Shim“ Barber, einst Mitglied der Glenn-Miller-Band, ihre Mutter Bluessängerin. Barber wuchs in ihrer Heimatstadt auf und schloss in South Sioux City, Nebraska die High School ab. Sie studierte an der University of Iowa Klassische Musik und Psychologie. 1989 erschien ihr erstes Album unter eigenem Namen (Split), ihren Durchbruch hatte sie jedoch erst mit ihrem dritten Album bei Blue Note Cafe Blue (1994). Neben Auftritten in Clubs in Chicago studierte sie danach unter anderem Jazzpädagogik an der Northwestern University.
Barbers Musik zeichnet sich durch Gesang in den tieferen Lagen und durch makelloses Klavierspiel aus. Ihr Repertoire besteht aus Standards, auch aus der Rock-Musik, beispielsweise Ode to Billie Joe, A Taste of Honey, Black Magic Woman und The Beat Goes On, und aus Eigenkompositionen, zu denen sie auch die inhaltlich anspruchsvollen Texte selbst schreibt.
2019 wurde Barber in die American Academy of Arts and Sciences gewählt.

## Diskographische Hinweise
- Split (Floyd Records, 1989)
- A Distortion Of Love (Antilles Records, 1992)
- Cafe Blue (Blue Note/Premonition, 1994)
- Modern Cool (Blue Note/Premonition, 1998)
- Companion (Blue Note/Premonition, 1999)
- Nightclub (Blue Note, 2000)
- Verse (Blue Note, 2002)
- Live: A Fortnight In France (Blue Note, 2004)
- Mythologies (Blue Note Records, 2006)
- The Cole Porter Mix (Blue Note Records, 2008)
- Smash (Concord, 2012)
- Clique (Impex, 2021)

## Barber über Barber
„I probably would sell more records if I did things a different way, but then I wouldn’t be happy.“

Dieser Satz hat angesichts der Billboard-Notierungen einen deutlich ironischen Akzent:
- 1998 Modern Cool – Top Jazz Albums 9
- 1999 Companion – Top Jazz Albums 9
- 2000 Night Club – Top Jazz Albums 2
- 2002 Verse – Top Jazz Albums 2
- 2004 Live: A Fortnight In France – Top Jazz Albums 12
- 2006 Mythologies – Top Jazz Albums 12
- 2008 The Cole Porter Mix – Top Jazz Albums 4

Charts & Awards